# 1908 en science-fiction
| Années de la science-fiction : 1905 - 1906 - 1907 - 1908 - 1909 - 1910 - 1911    |
| Décennies de la science-fiction : 1870 - 1880 - 1890 - 1900 - 1910 - 1920 - 1930 |

L'année 1908 est marquée, en matière de science-fiction, par les événements suivants.

## Naissances et décès

### Naissances
- 9 août : Tommaso Landolfi, écrivain italien, mort en 1979.
- 23 novembre : Nelson S. Bond, écrivain américain, mort en 2006.

## Prix
La plupart des prix littéraires de science-fiction actuellement connus n'existaient alors pas.

## Parutions littéraires

### Romans
- Le Docteur Lerne, sous-dieu par Maurice Renard.

### Nouvelles
- L'Ennemi du monde entier par Jack London.
- Goliath par Jack London.
- Un curieux fragment par Jack London.